# غسل جنابت
در شریعت اسلام، غسل جنابت یک غسل واجب است که پس از جنب شدن انجام می‌شود. انجام آن بلافاصله پس از جنب شدن واجب نیست ولی واجب است برای اعمالی که نیاز به طهارت دارند مثل نماز و روزه که واجب هستند و اعمال غیر واجب مانند لمس آیات قرآن. برای نماز میت و سجدهٔ شکر و سجدهٔ واجب قرآن، واجب نیست (هر چند که خواندن بیش از ۷ آیه از قرآن در حالت جنب مکروه است) بلکه در همان حال نیز انجام این کارها جایز است هرچند که بهتر است غسل کند. برای غسل همین اندازه که به قصد قربت و اطاعت فرمان خدا انجام دهد کافی است.

## چگونگی جنب شدن
به یکی از دو چیز انسان جنب می‌شود:
- جماع (آمیزش):

اگر انسان جماع کند و به اندازه ختنه‌گاه یا بیشتر داخل شود، در زن باشد یا در مرد، در قُبل (جلو) باشد یا در دُبر (عقب)، بالغ باشند یا نابالغ، اگر چه منی بیرون نیاید، هر دو جنب می‌شوند.
- بیرون آمدن منی:

بیرون آمدن منی چه در خواب باشد (احتلام)، یا بیداری، کم باشد یا زیاد، با شهوت باشد یا بی شهوت، بااختیار باشد یا بی‌اختیار، البته اینها در صورتی است که یقین دارد آبی که خارج شده منی باشد و اما رطوبت یا آبی که از انسان بیرون می‌آید، ولی نمی‌داند منی است یا رطوبت دیگر، اگر این شخص مرد و سالم است بایستی آن آبی که بیرون آمده دارای سه علامت باشد که حکم به منی بودن آن بشود (البته در صورت شک).
- با شهوت بیرون آمده باشد.
- هنگام بیرون آمدن جهندگی داشته باشد.
- بعد از بیرون آمدن، بدن سست شده باشد.

اما اگر شخص، مردی مریض یا زن باشد، همین مقدار که آن آب با شهوت بیرون آمده باشد، در جنابت او کافی است و بودن آن دو علامت دیگر لازم نیست، اگر چه شایسته‌است که زن و مریض - به خصوص زن - علاوه بر غسل، وضو هم بگیرد (اگر قبلاً وضو نداشته) و بلکه به‌طور کلی اگر سه علامت جمع نبود، بهتر است علاوه بر غسل، وضو هم گرفته شود، اگر قبلاً وضو نداشته‌است و وظیفه‌اش هم وضو گرفتن بوده‌است، منتها در مواردی که گفته شد علاوه بر غسل، بهتر است وضو هم بگیرد. خوب است که اول طهارت غسلی خودش را از بین ببرد، بعد وضو بگیرد؛ چون خواهیم گفت که با غسل جنابت نباید وضو گرفت.

## چگونگی انجام
غسل جنابت را به دو صورت می‌توان انجام داد:
- اول: ترتیبی
- دوم: ارتماسی

در غسل ارتماسی باید بدن پاک باشد ولی در غسل ترتیبی پاک بودن تمام بدن لازم نیست و اگر تمام بدن نجس باشد و هر قسمتی را پیش از غسل دادن آن قسمت را آب بگیرد کافی است. 

### غسل ترتیبی
در غسل ترتیبی باید به نیت غسل، نخست سر و گردن، و سپس نیمهٔ راست بدن از بالاکف پا و دست راست و بعد نیمهٔ چپ بدن از گردن تا کف پا و دست چپ را بشوید.

### غسل ارتماسی
در غسل ارتماسی باید به یک باره، تمام بدن در آب قرار گیرد؛ به گونه ای که آب، تمام بدن را فرا گیرد؛ مثلاً به نیت غسل ارتماسی می‌توان در آب فراوانی مانند استخر فرورفت.